# Nodar Gvakharia
Nodar Gvakharia (in georgiano ნოდარ გვახარია?; Tbilisi, 16 aprile 1932 – Tbilisi, 14 novembre 1996) è stato un pallanuotista sovietico, vincitore di una medaglia di bronzo alle olimpiadi di Melbourne 1956.